# Müssen
Müssen település Németországban, Schleswig-Holstein tartományban. Lakosainak száma 1241 fő (2023. december 31.).

## Népesség
A település népességének változása:
| Lakosok száma | 792  | 1005 | 1125 | 1141 | 1231 | 1236 | 1241 |
|               | 1975 | 2014 | 2017 | 2019 | 2021 | 2022 | 2023 |